# 519 (numero)
Cinquecentodiciannove (519) è il numero naturale dopo il 518 e prima del 520.

## Proprietà matematiche
- È un numero dispari.
- È un numero composto con 4 divisori: 1, 3, 173, 519. Poiché la somma dei suoi divisori (escluso il numero stesso) è 177 < 519, è un numero difettivo.
- È un numero semiprimo.
- È un numero palindromo nel sistema di numerazione posizionale a base 9 (636) e in quello a base 12 (373).
- È un numero fortunato.
- È un numero congruente.
- È parte delle terne pitagoriche (156, 495, 519), (519, 692, 865), (519, 14960, 14969), (519, 44892, 44895), (519, 134680, 134681).

## Astronomia
- 519 Sylvania è un asteroide della fascia principale.
- NGC 519 è una galassia ellittica della costellazione della Balena.

## Astronautica
- Cosmos 519 è un satellite artificiale russo.